# Wyandotte (Michigan)
Wyandotte – miasto w stanie Michigan (USA) w okręgu Wayne, zamieszkane przez ponad 28 tys. mieszkańców.
Osada Wyandotte powstała na początku XVIII wieku jako wieś północnoamerykańskiego plemienia Indian Wyandot, to właśnie tutaj w 1763 Indianie przygotowywali atak na Detroit. W 1818 plemię zrzekło się miasta na rzecz rządu Stanów Zjednoczonych. 
W Wyandotte znajduje się publiczne liceum im. Teodora Roosevelta, przy którym działa znana sekcja sportowa "Niedzwiedzie". W mieście znajduje się również świątynia Najsłodszej Maryi Panny i szkoła, założona w 1899 przez polskich imigrantów.
Wyandotte jest siedzibą Kościoła Starokatolickiego Mariawitów w Ameryce Północnej.